# Картахена, Сантьяго
Сантьяго Картахена Листур (исп. Santiago Cartagena Listur; род. 1 сентября 2002) — уругвайский футболист, нападающий клуба «Монтевидео Сити Торке».

## Клубная карьера
Уроженец Монтевидео, Сантьяго является воспитанником футбольной академии «Насьоналя». 7 сентября 2020 года дебютировал в основном составе «Насьоналя» в матче Примеры Уругвая против клуба «Серро», выйдя на замену Габриэлю Невесу на 80-й минуте и забив гол уже в добавленное время.

## Карьера в сборной
В составе сборной Уругвая до 17 лет принял участие в чемпионате Южной Америки (до 17 лет), который прошёл в Перу.